# Frieseomelitta nigra
Frieseomelitta nigra är en biart som först beskrevs av Cresson 1878.  Frieseomelitta nigra ingår i släktet Frieseomelitta, och familjen långtungebin. Inga underarter finns listade.

## Utseende
Ett litet, svart bi med nästan svarta vingar. Vingspetsen är dock vit.

## Ekologi
Släktet Frieseomelitta tillhör de gaddlösa bina, ett tribus (Meliponini) av sociala bin som saknar fungerande gadd. De har dock kraftiga käkar, och kan bitas ordentligt.

## Utbredning
Arten är begränsad till sydligaste Nordamerika och Centralamerika; utbredningsområdet omfattar Mexiko (delstaterna Guerrero, Jalisco, Michoacán de Ocampo, Oaxaca, Quintana Roo och Yucatán), Belize och Costa Rica